# Lobkowski Dwór

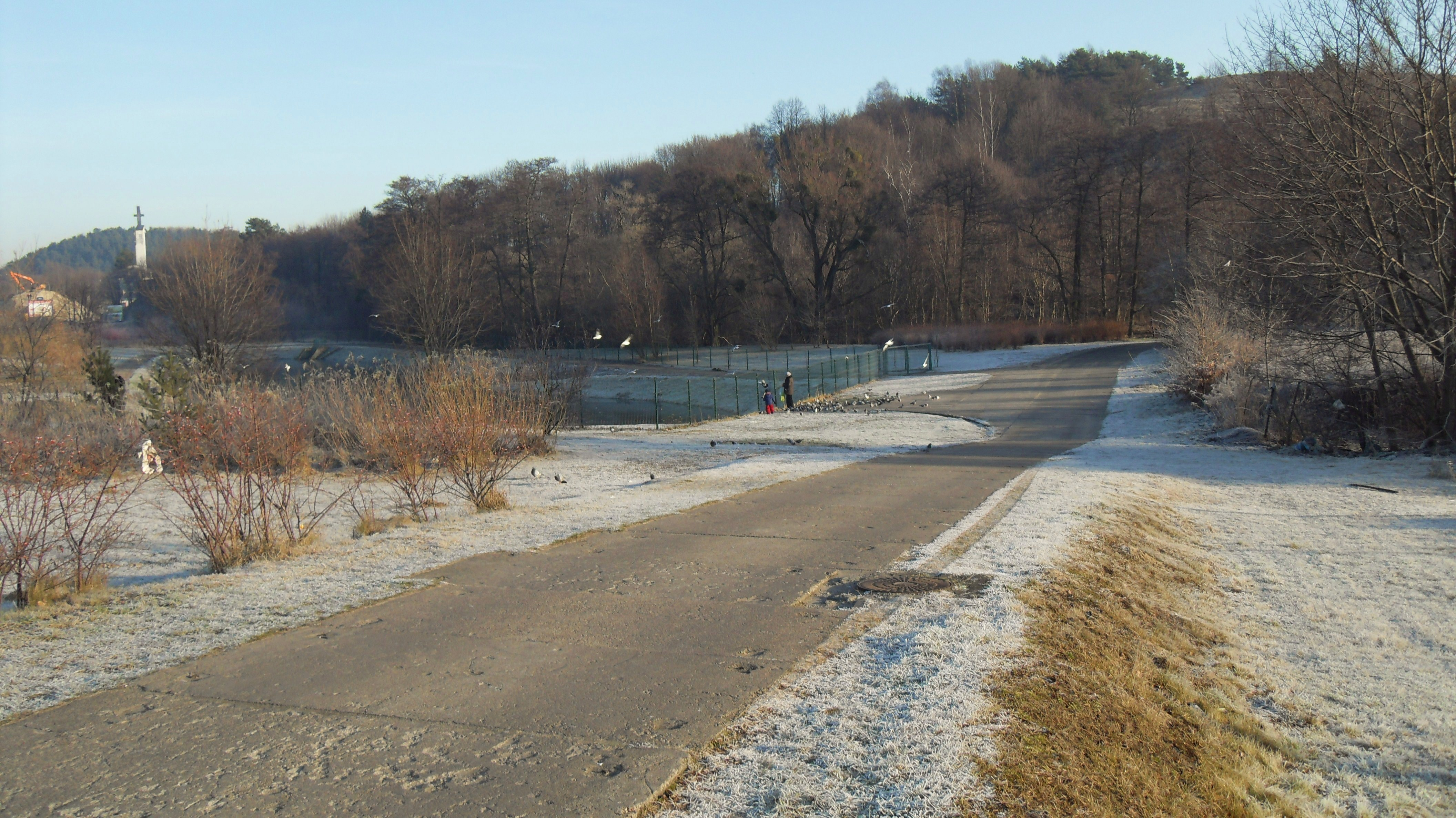
Lobkowski Dwór

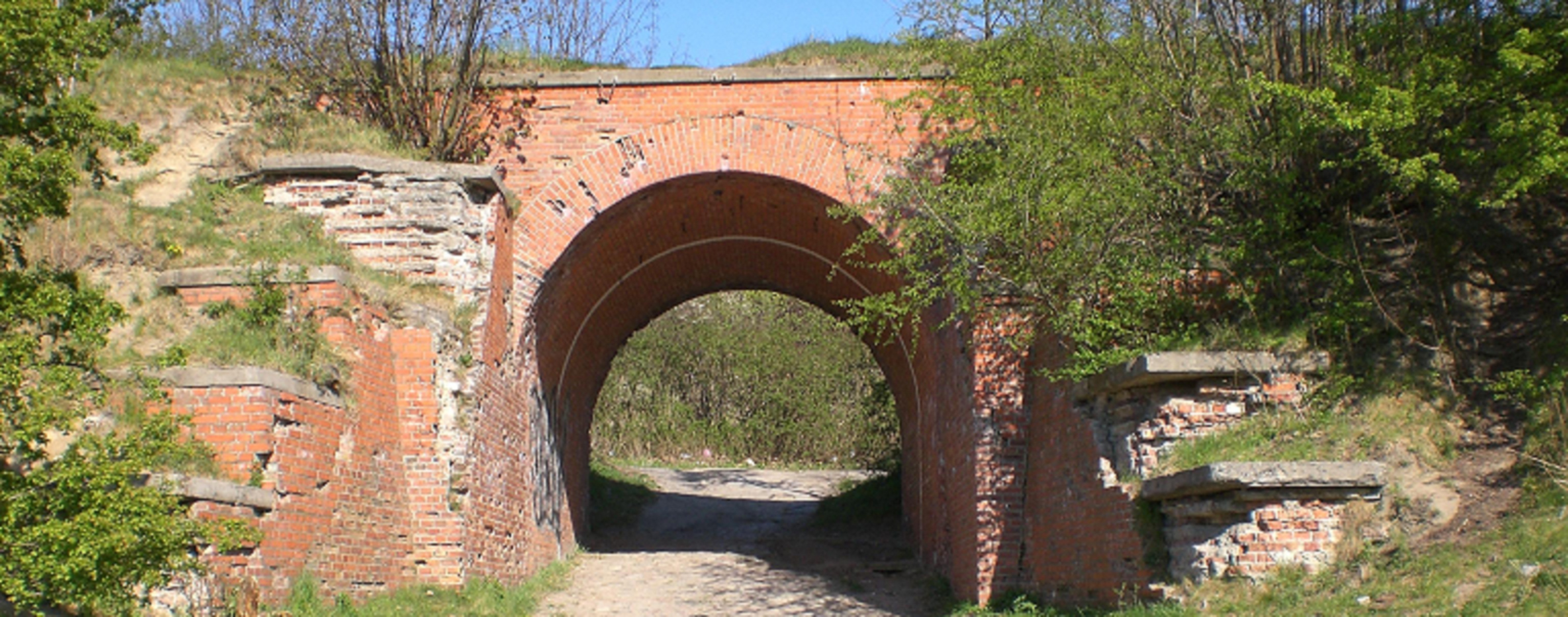
Trasa nieistniejącej linii kolejowej Wrzeszcz-Kokoszki, na wschodniej krawędzi Lobkowskiego Dworu

Lobkowski Dwór (kaszb. Lòbkòwsczi Dwòr, niem. Lobeckshof) – nieistniejące już małe osiedle w Gdańsku, na obszarze dzielnicy Brętowo. Znajdowało się w bezpośrednim sąsiedztwie skrzyżowania ul. Słowackiego i ul. Potokowej, nad potokiem Strzyża. Wschodnią krawędzią przydworskich wybudowań Lobkowskiego Dworu był nasyp dawnej linii kolejowej Wrzeszcz-Kokoszki.

## Historia
W 1602 roku istniały kuźnica i dwór, który od 1711 roku zaczęto od nazwiska ówczesnego właściciela nazywać Lobekowem (Lobeckshof). Zakład przekształcono w folusz, a później młyn zbożowy, zwany Kamiennym Młynem (Steinmühle, 1809).